# Ford Mustang
De Ford Mustang is een van de meest in het oog springende modellen van het Amerikaanse autobedrijf Ford. Ontwerper-stylist John Najjar was liefhebber van het gevechtsvliegtuig de P-51 Mustang, vandaar de naam. Het eerste exemplaar rolde op 17 april 1964 van de productieband en sindsdien zijn er zeer veel van verkocht. Wat de auto zo succesvol maakte, was zijn sportieve uiterlijk en zijn lage basis prijs: 2.368 dollar (in 1964). De Mustang wordt nu nog steeds geproduceerd en is in de VS nog steeds zeer populair. Dat komt doordat zijn prijs vergeleken met soortgelijke auto's met circa 20.000 dollar erg laag is.
Ook in Nederland werd de Mustang in de jaren zestig relatief goed verkocht. De Mustang werd van ongeveer 1965 tot 1967 ook in Nederland geassembleerd, in de Nederlandse Fordfabriek in Amsterdam. Pas vanaf de zesde generatie in 2015 wordt de Mustang wereldwijd op de markt gebracht. Daarvoor werd de Mustang ook al in Nederland verkocht, echter niet volgens de officiële kanalen als Ford Nederland, maar via grijze import.

## Ford Mustang-modellen
De productiejaren van de Ford Mustang kunnen opgedeeld worden in zes generaties.

### Eerste generatie (1965-1973)

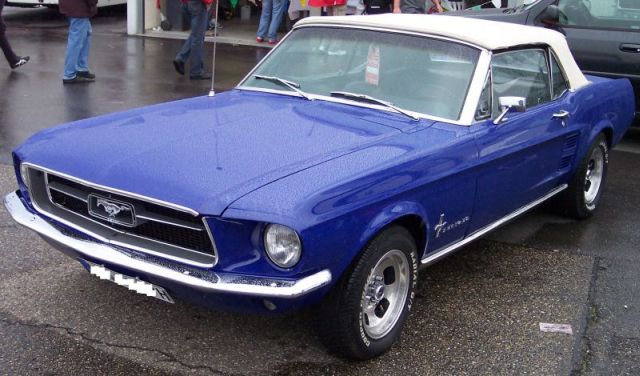
Ford Mustang Convertible uit 1967

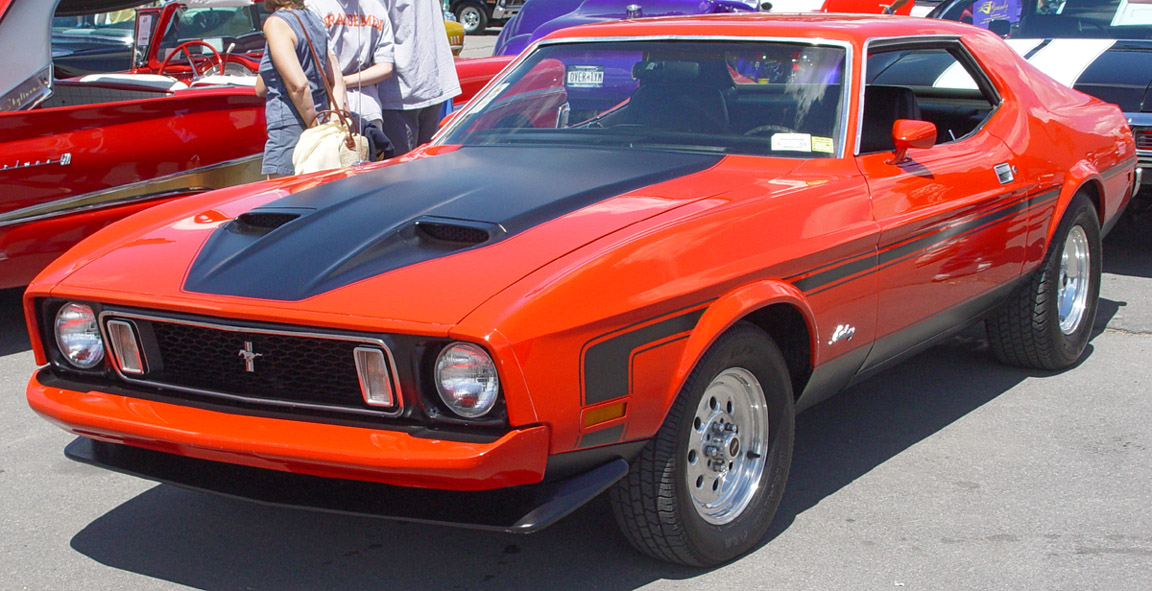
Ford Mustang Hardtop uit 1972

Het model uit 1964 werd van meet af aan als "1965 Mustang" verkocht. Dit model wordt ook wel model 64 1/2 genoemd. Tegenwoordig zijn deze modellen met bouwjaar vanaf 1964 tot 1967 zeer in trek bij de liefhebbers van de Mustang. De richtprijs van een coupé lag in 2010 rond de twintigduizend euro voor een wagen in goede conditie.
In 1967 kwam er een herontwerp van het origineel uit, makkelijk te herkennen aan de achterkant. Daarnaast verloor het model vanaf 1967 ook de typische haaienkieuwen tussen de voorlichten en de grille. In deze lichting zijn de welbekende muscle cars gemaakt, met als topmodellen de Mustang 428 Cobra Jet uit 1968, de Mustang Mach 1 uit 1969 en de Mustang 429 Boss uit 1969.
Motoren:
- 2,8 l Thriftpower 6-in-lijn (1964-1966)
- 3,3 l Thriftpower 6-in-lijn (1964-1970)
- 4,1 l Thriftpower 6-in-lijn (1969-1973)
- 4,3 l Windsor V8 (1964-1968)
- 4,7 l Windsor V8 (1964)
- 4,9 l Windsor V8 (1968-1973)
- 4,9 l small block V8 (1969-1970)
- 4,9 l Boss V8 (1969-1970)
- 5,8 l Windsor V8 (1969)
- 5,8 l Cleveland V8 (1970-1973)
- 6,4 l FE V8 (1967-1969)
- 7,0 l Cobra Jet V8 (1968-1971)
- 7,0 l Super Cobra Jet V8 (1969-1971)
- 7,0 l Boss V8 (1969-1970)

### Tweede generatie (1974-1978)

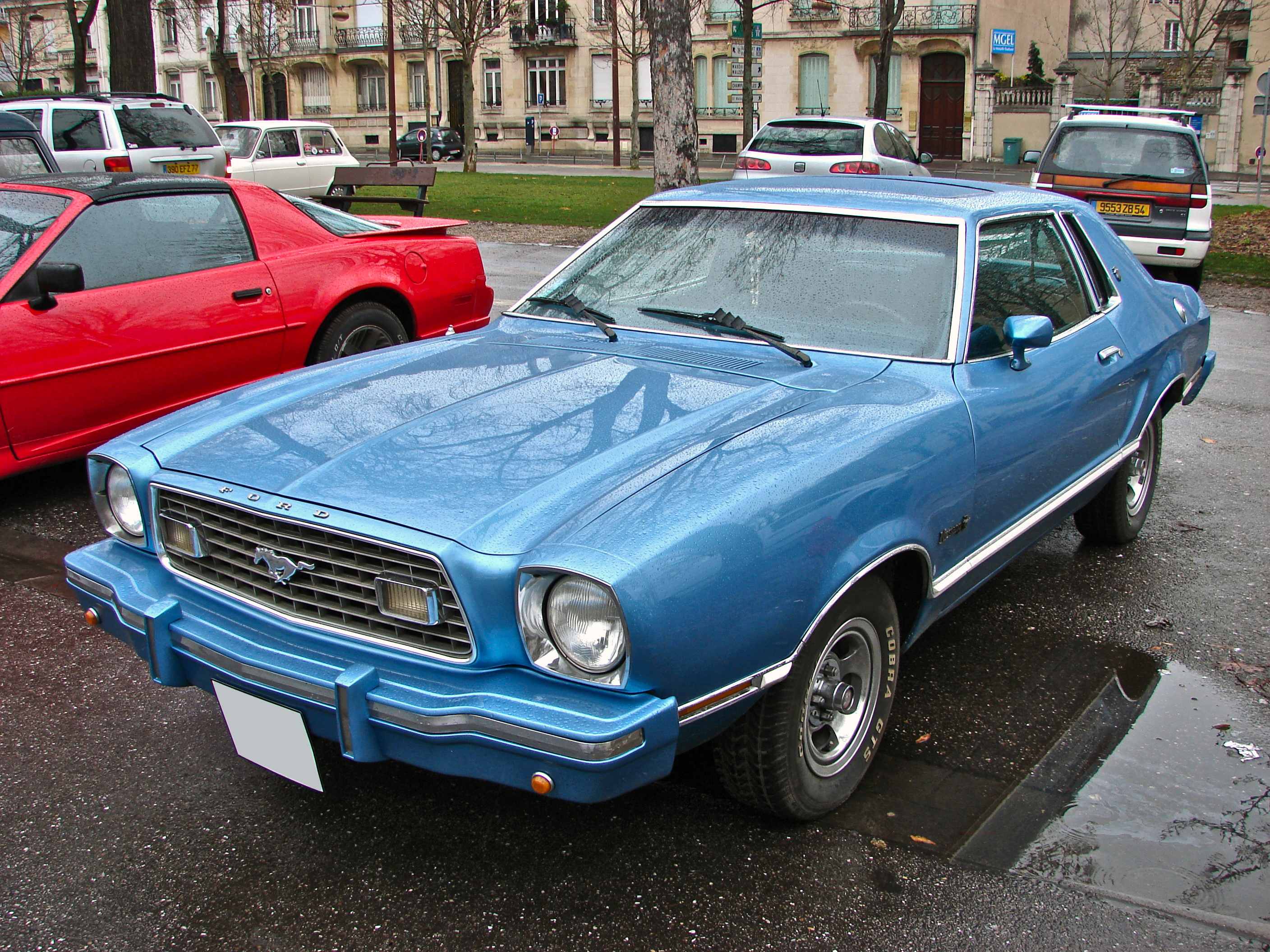
Ford Mustang II

De introductie van de tweede generatie in september 1973 viel ongeveer samen met het uitbreken van de oliecrisis. Deze generatie was gebaseerd op het platform van de Ford Pinto. Omdat de "Mustang II" kleiner en zuiniger was dan zijn voorganger kon hij op de Amerikaanse markt gemakkelijk de concurrentie doorstaan met geïmporteerde sportcoupés zoals de Datsun 240Z, de Toyota Celica of de Ford Capri. De wagen was beschikbaar als coupé en hatchback.
Motoren:
- 2,3 l Lima 4-in-lijn (1974-1978)
- 2,8 l Cologne V6 (1974-1978)
- 4,9 l Windsor V8 (1975-1978)

### Derde generatie (1979-1993)

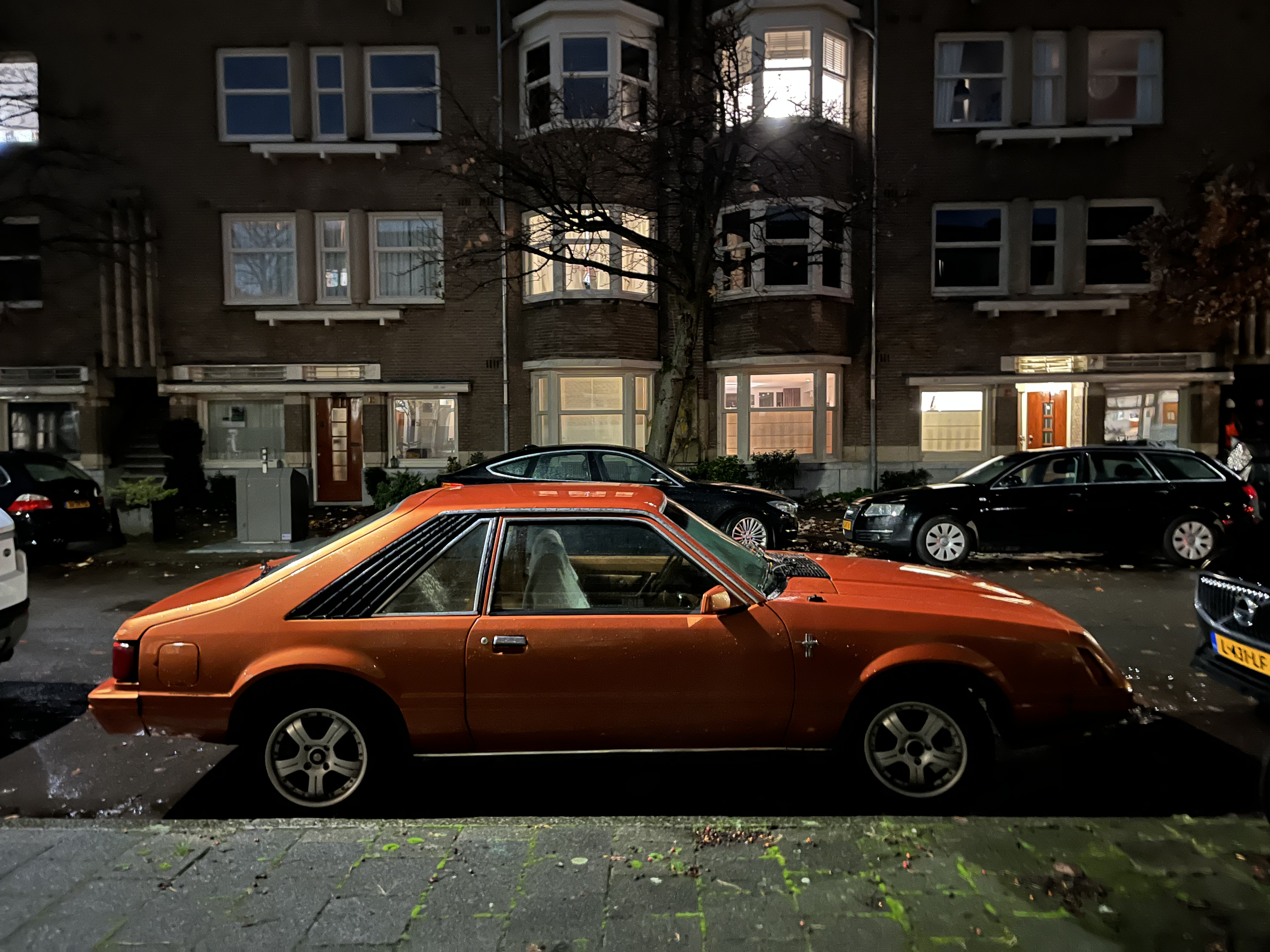
Vroege Ford Mustang III

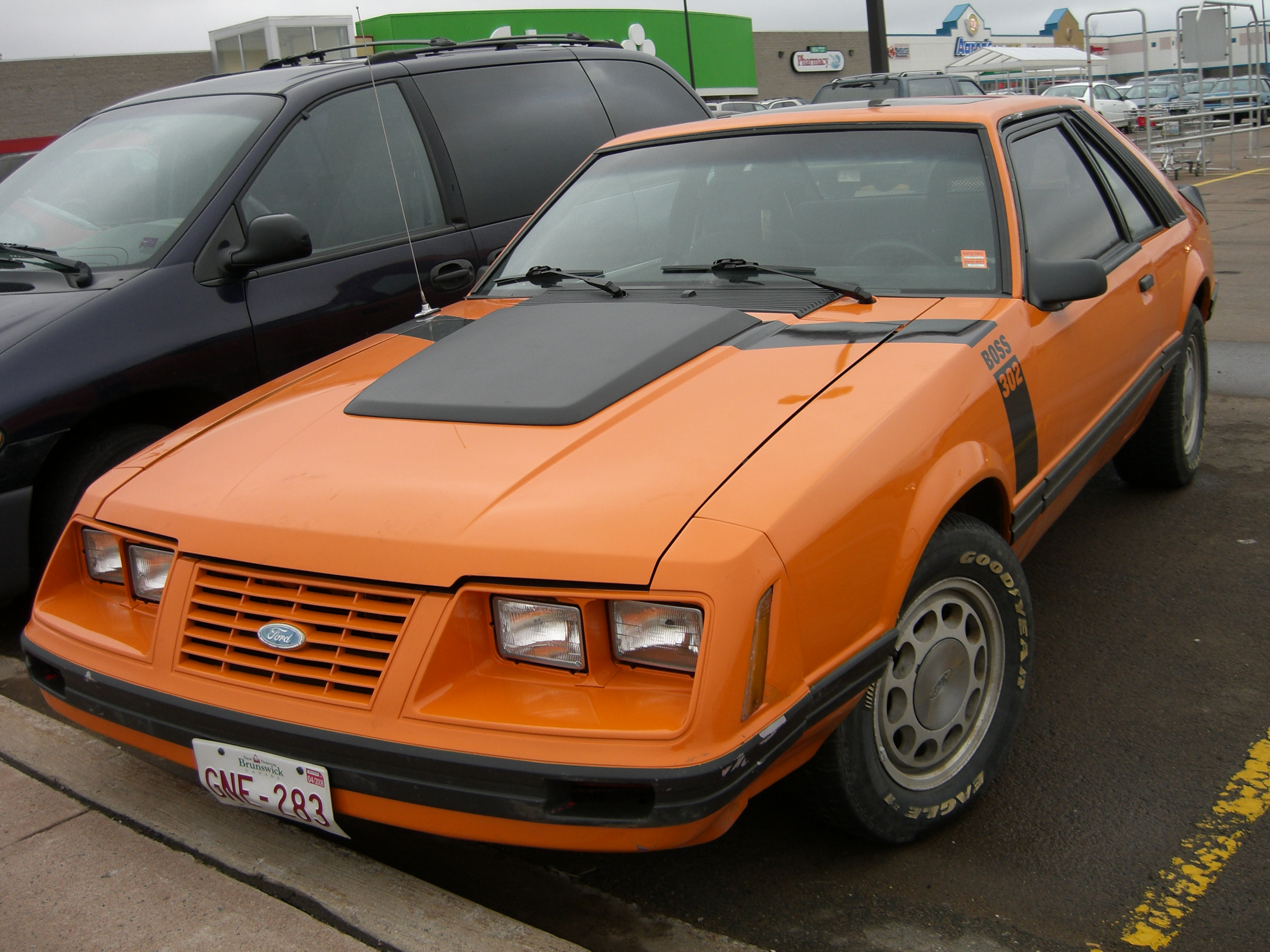
Ford Mustang III GT, met verhoogde motorkap

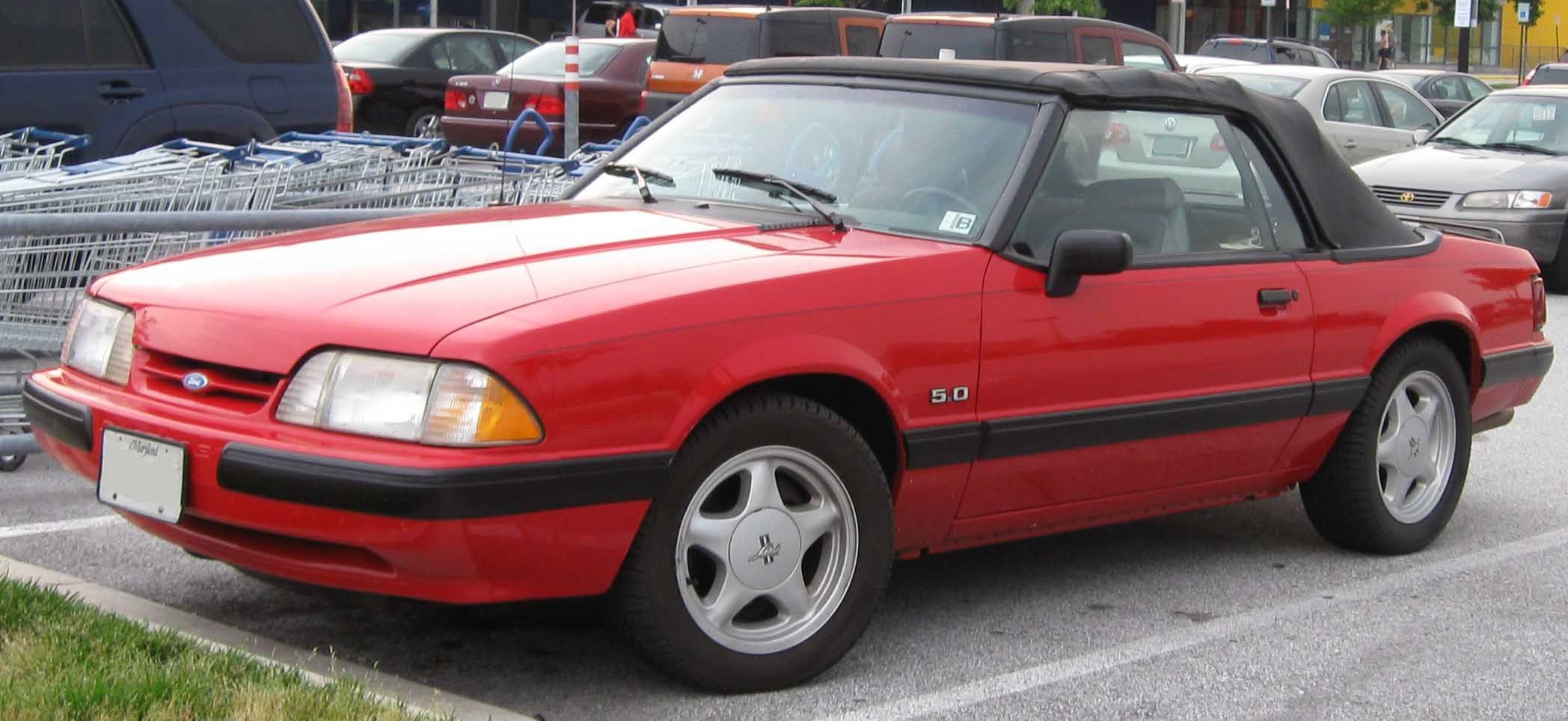
Ford Mustang III, facelift

De derde generatie die in 1979 op de markt kwam was gebaseerd op het grotere Ford Fox-platform. Daardoor bood de "Mustang III" meer binnenruimte, extra bagageruimte en een groter motorcompartiment. De wagen was beschikbaar als coupé, hatchback en vanaf 1983 ook opnieuw als cabriolet.
In 1987 kreeg de wagen een facelift, waarbij de naar achter gekantelde neus met vier rechthoekige koplampen vervangen werd door een gladde neus met verzonken koplampen. Het interieur kreeg een nieuw dashboard en de bekleding kreeg een opfrisbeurt.
Motoren:
- 2,3 l Lima 4-in-lijn (1979-1982)
- 2,3 l Lima 4-in-lijn turbo (1979-1981, 1983-1993)
- 3,3 l Thriftpower 6-in-lijn (1979-1982)
- 2,8 l Cologne V6 (1979)
- 3,8 l Essex V6 (1983-1986)
- 4,2 l Windsor V8A (1980-1981)
- 4,9 l Windsor V8 (1979, 1983-1993)

### Vierde generatie (1994-2004)

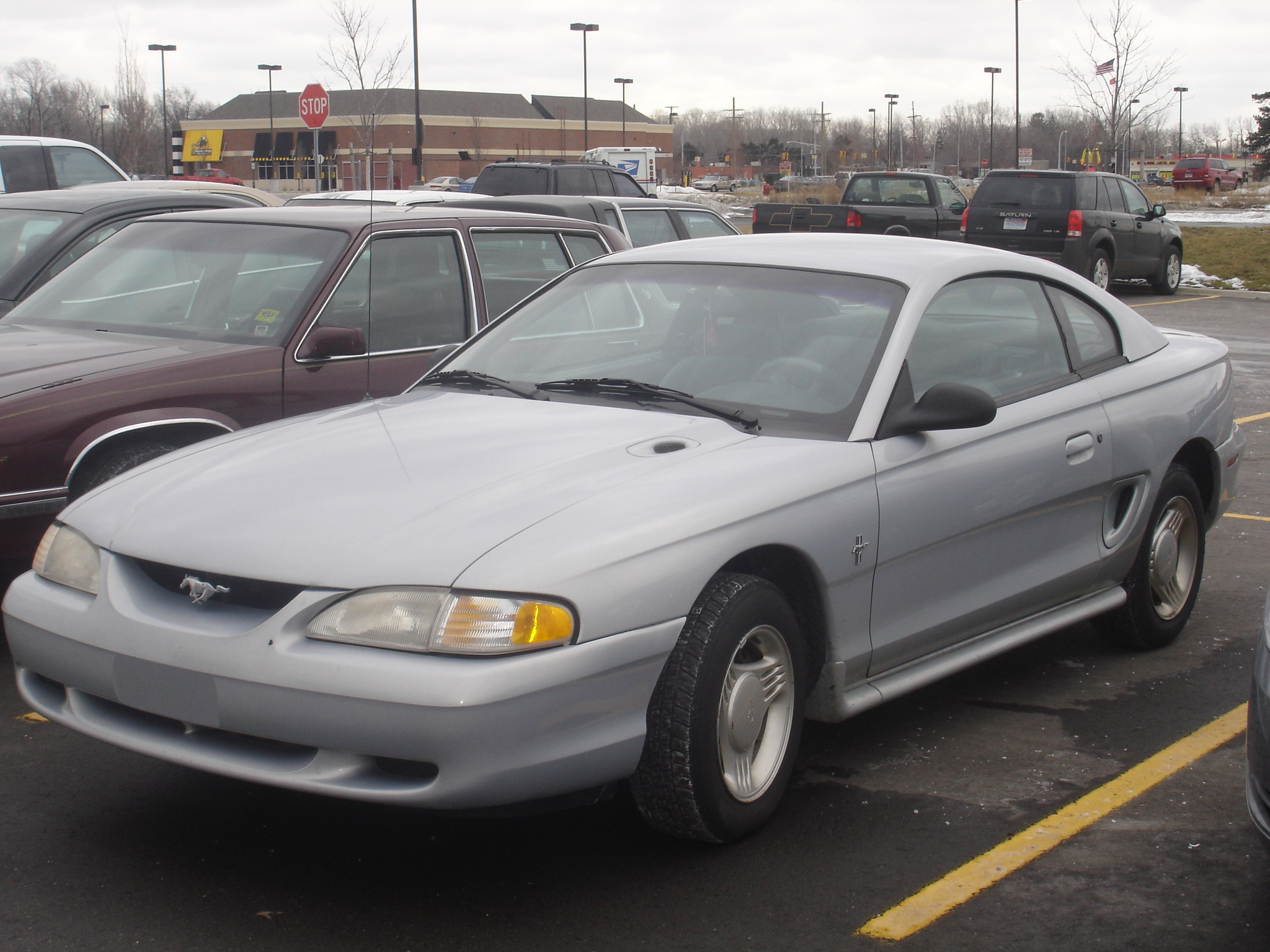
Ford Mustang uit 1994

In november 1993 werd de vierde generatie (interne codenaam "SN-95") van de Mustang voorgesteld. Het was het eerste grote redesign in vijftien jaar tijd. De wagen was enkel beschikbaar als fastback coupé en cabriolet, de hatchback werd uit het aanbod verwijderd. De wagens waren standaard uitgerust met schijfremmen voor- en achteraan, driepuntsgordels en airbags voor de bestuurder en de passagier.
In 1999 kreeg de wagen een facelift met scherpere contouren, groter wielkasten en vouwen in de carrosserie.
Motoren:
- 3,8 l Essex V6 (1994-2004)
- 3,9 l Essex V6 (2004)
- 4,6 l Modular V8 (1996-2004)
- 4,9 l small block V8 (1994-1995)
- 5,4 l Modular V8 (2000)
- 5,8 l Windsor V8 (1995)

### Vijfde generatie (2005-2014)

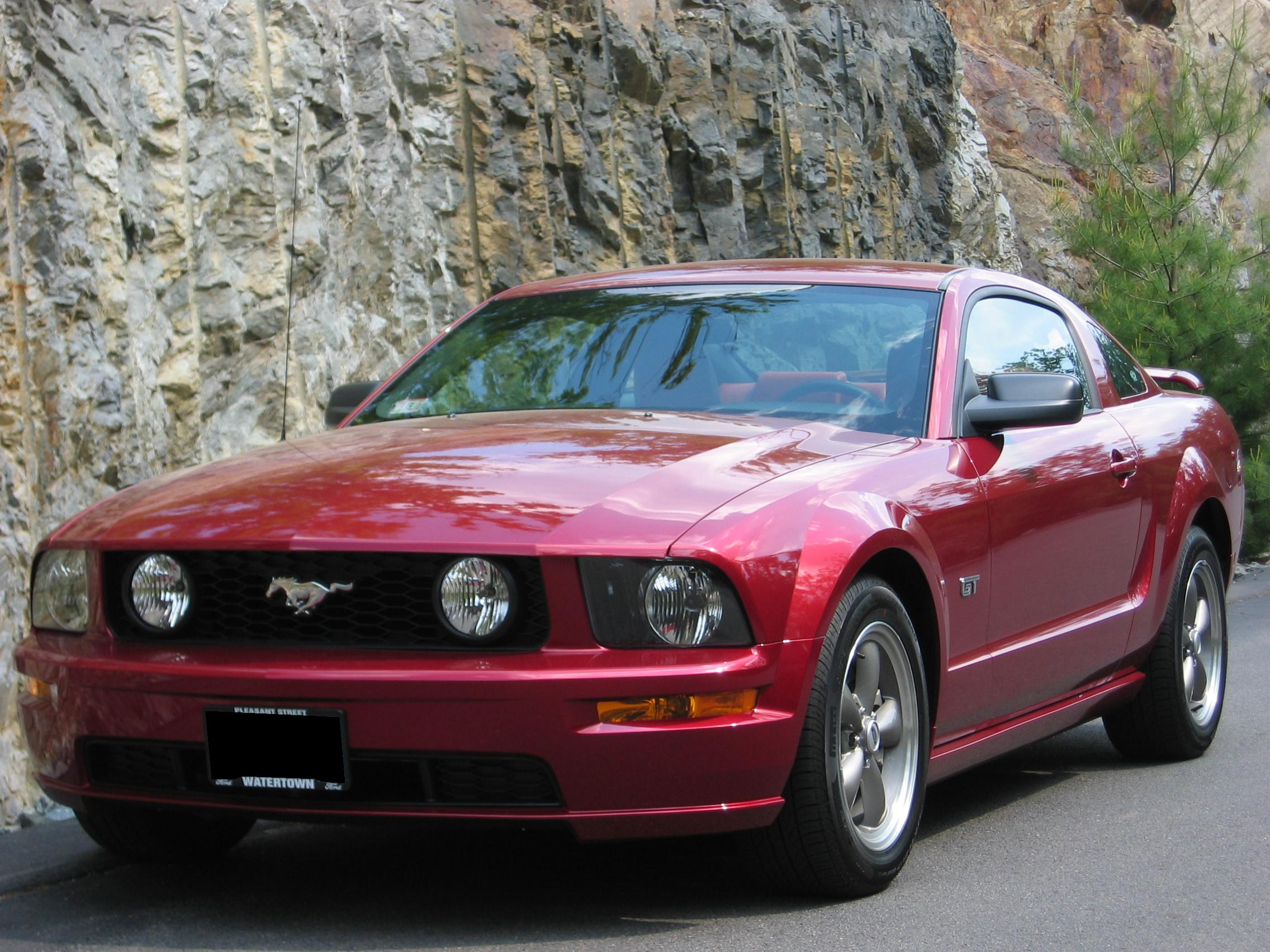
Ford Mustang uit 2005

De vijfde generatie (interne codenaam "S-197") van de Mustang werd voorgesteld op het Autosalon van Detroit in 2004. Het ontwerp straalde de klassieke lijnen uit van de fastback Mustang uit de late jaren zestig.
In 2010 onderging de vijfde generatie een facelift. Het opgefriste exterieur kreeg onder andere LED achterlichten en de wagens werden standaard uitgerust met tractiecontrole en ESP.
Van 2006 tot 2014 was er ook een Ford Mustang Shelby GT500, gebaseerd op de vijfde generatie Mustang en gebouwd in samenwerking met Shelby Motors.
Motoren:
- 4,0 l Cologne V6 (2005-2010)
- 4,6 l Modular V8 (2005-2010)
- 5,4 l Modular SC V8 (2007-2012)
- 3,7 l Duratec V6 (2011-2014)
- 5,0 l Coyote V8 (2011-2014)
- 5,8 l Modular SC V8 (2013-2014)

### Zesde generatie (2015-2023)

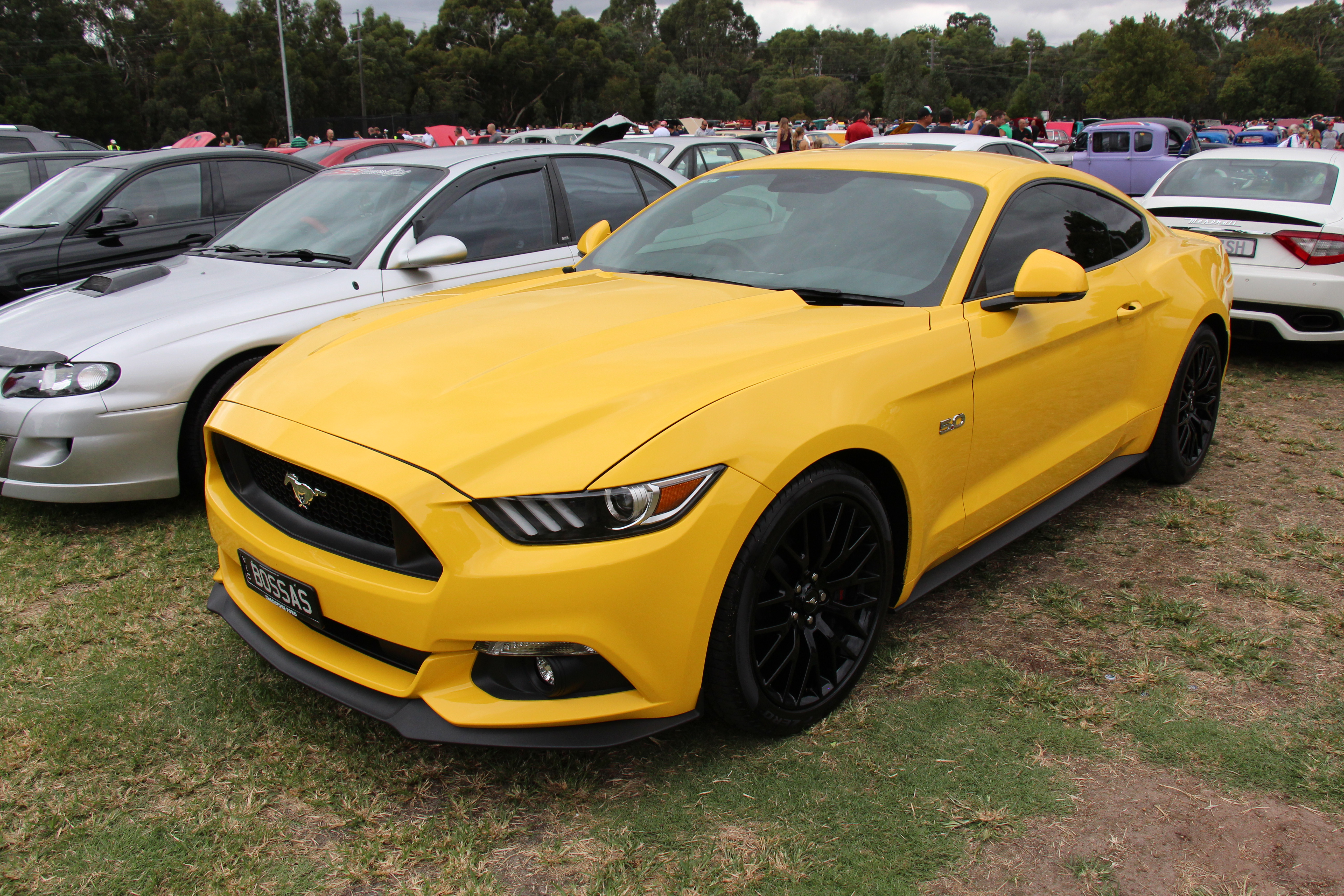
Ford Mustang uit 2015

De zesde generatie (interne codenaam "S-550") van de Mustang, die eind 2013 door Ford voorgesteld werd, kwam in 2015 bij het 50-jarig bestaan van de Mustang op de markt. Deze nieuwe generatie is breder en lager dan zijn voorganger en biedt meer ruimte aan de inzittenden. De zesde generatie Mustang wordt voor het eerst wereldwijd verkocht.
Van 2015 tot 2020 was er ook een Mustang Shelby GT350 en in 2020 een Mustang Shelby GT500. Beide modellen werden in 2021 afgevoerd en vervangen door de Mustang Mach 1.
Motoren:
- 2.3 l EcoBoost 4-in-lijn turbo (2015-heden)
- 3,7 l Cyclone V6 (2015-2017)
- 5,0 l Coyote V8 (2015-heden)
- 5,2 l Voodoo V8 (2015-2020)
- 5,2 l Predator V8 (2020)

### Zevende generatie (2023-heden)

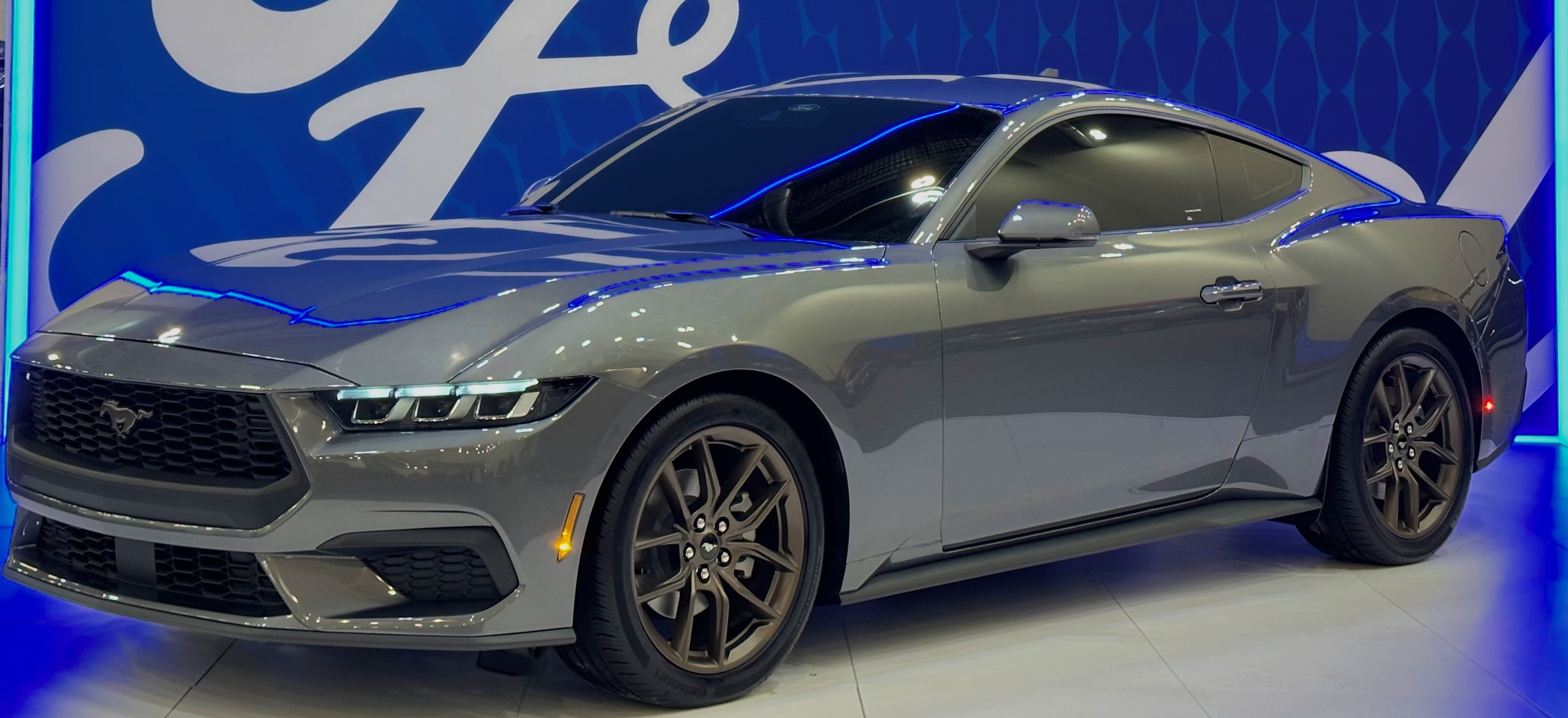
Ford Mustang uit 2023

De zevende generatie Mustang (interne codenaam "S-650") werd in september 2022 voorgesteld op het Autosalon van Detroit en kwam de zomer van 2023 op de markt.
Motoren:
- 2.3 l EcoBoost 4-in-lijn turbo (2023-heden)
- 5.0 l Coyote V8 (2023-heden)

## Mustang Mach-E
In 2021 kwam de Mustang Mach-E op de markt. Dit is een volledig elektrische CUV. De Mustang Mach-E leent enkele designelementen van de klassieke Mustang, waaronder de lichtblokken voor- en achteraan en de vorm van de grille, maar verder is dit een compleet andere auto.

## Ford Mustang in films
- 1964: Het eerste optreden van een Mustang cabrio in een film is in de film met Louis de Funes Le Gendarme de Saint-Tropez. Dit was een pre-productiemodel dat geïmporteerd werd via Ford België via de Antwerpse haven.
- 1964: Het tweede optreden van een Mustang, in de James Bondfilm Goldfinger. Dit was een witte cabrio met rode bekleding. Wordt door velen beschouwd als het eerste optreden, maar de film Le Gendarme de Saint-Tropez kwam enkele dagen eerder uit.
- 1967: In de film K9 rijdt de hoofdrolspeler in een Mustang Cabrio uit '67.
- 1968: De Ford Mustang werd onsterfelijk in de film Bullitt, waarin Steve McQueen de hoofdrol had in een van de langste en spectaculairste achtervolgingsscènes ooit, door de straten en over de heuvels van San Francisco. De auto waar McQueen in reed was een 1968 Ford Mustang GT-390.
- 1971: Een knalrode Ford Mustang Mach 1 is de auto van juwelensmokkelaarster Tiffany Case in de zevende James Bondfilm Diamonds Are Forever, waarin de auto als hoogtepunt op twee wielen door een nauwe steeg ontsnapt aan de politie. De film werd gesponsord door Ford, getuige alle politiewagens, de dienstwagens van vijand Blofeld en de privé-Ford Thunderbird van Mr. Wint en Mr. Kidd.
- 1972: Een gele Ford Mustang sportsroof had een hoofdrol in de originele film Gone in 60 Seconds.
- 1974: In de film Death Wish rijdt Charles Bronson in een bruine Ford Mustang 2.
- 1993: Een Ford Mustang Foxbody Convertible in de kleur Emerald Green in de hood-film Menace II Society met Tyrin Turner, Larenz Tate en Jada Pinkett.
- 1996: Een knalrode Ford Mustang Convertible van Will Smith in de film Independence Day.
- 2000: De Shelby GT 500, oftewel Eleanor, werd gebruikt in de remake van de film Gone in 60 Seconds met Nicolas Cage en Angelina Jolie.
- 2003-heden: In de televisieserie One Tree Hill rijdt Lucas Scott in een Ford Mustang uit 1966 of 1967.
- 2004: In de film Taking Lives rijdt Angelina Jolie de seriemoordenaar James Costa/Martin Asher (Ethan Hawke) achterna in een Ford Mustang uit 2001.
- 2006: In de film The Fast and the Furious: Tokyo Drift wordt een Ford Mustang 1967 Fastback gebruikt, weliswaar met de motor van een Nissan Skyline GTR.
- 2007: In de film Death Sentence met Kevin Bacon rijden twee "muscle cars" rond, waaronder een Mustang uit 1969.
- 2007: In de film I Am Legend rijdt Will Smith in een rode Ford Mustang.
- 2008: In de film Knight Rider is de Mustang de nieuwe KITT, de Knight Industries Three Thousand.
- 2008: In de film Death Race 2 is de Mustang de auto van de ter dood veroordeelde 'Frankenstein'.
- 2010: In de film Kick-Ass wordt een Mustang gebruikt.
- 2013: In de film Getaway steelt Ethan Hawk de Shelby Super Snake Mustang in een poging om zijn vrouw te redden.
- 2014: In de film Need For Speed rijdt Aaron Paul in een zilveren Ford Mustang.
- 2014: in de film John Wick rijdt John Wick in een zwarte Ford Mustang uit 1969.
- 2015: in de film Henk 1 rijdt Tim Henkse in een zwart zilveren Ford Mustang uit 2009.
- 2017: In de serie 13 Reasons Why rijdt personage Tony in een rode Mustang.
- 2017: In de serie Hollands Hoop Seizoen 2 rijdt een van de boeren in 'n groene Ford Mustang Stage 3 Roush.
- 2018: In de film Den of Thieves rijdt personage Donnie in een Ford Mustang GT 2013.